# Kaliána (ort)
Kaliána är en ort i Cypern.   Den ligger i distriktet Eparchía Lefkosías, i den centrala delen av landet, 50 km väster om huvudstaden Nicosia. Kaliána ligger 583 meter över havet och antalet invånare är 195. Den ligger på ön Cypern.
Terrängen runt Kaliána är huvudsakligen kuperad, men söderut är den bergig.Trakten runt Kaliána är ganska tätbefolkad, med 58 invånare per kvadratkilometer. Närmaste större samhälle är Léfka, 11,7 km norr om Kaliána. 